# John Stears
John Stears (Londres, 25 de agosto de 1934 — Pacific Palisades, 28 de julho de 1999) é um especialista em efeitos visuais britânico. Venceu o Oscar de melhores efeitos visuais em duas ocasiões: por Thunderball e Star Wars.